# Aïssawa
 (avril 2021).

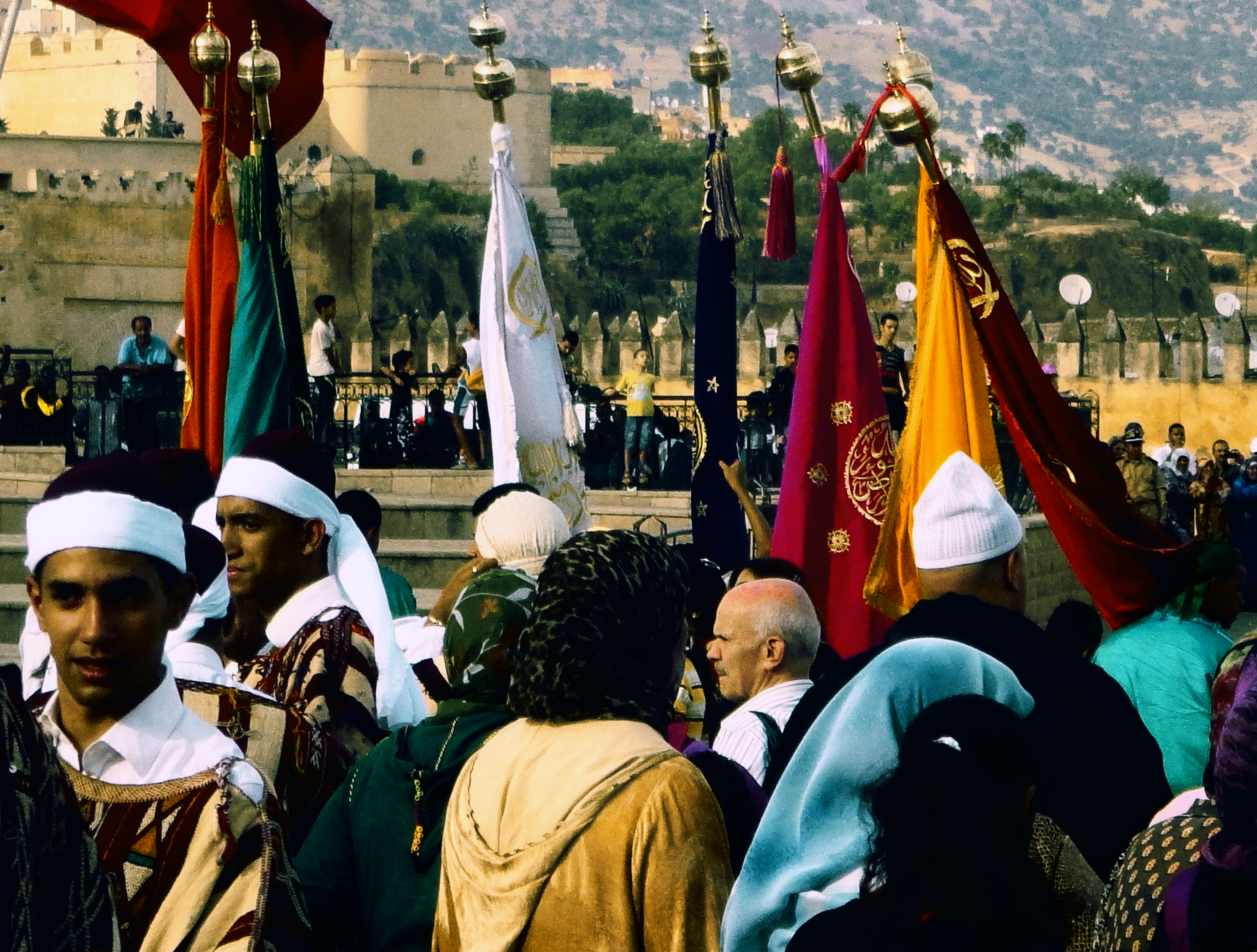
Aissawa à Moulay Driss Zerhoun, Fès (Maroc)

Aïssawa, est une confrérie et un ordre mystico-religieux soufi marocain, fondé par Sidi Mhammed ben Aïssâ (1465-1526 / 882-933 H.), surnommé le « Maître Parfait » (Chaykh al-Kâmil). C'est une forme musicale rituelle et folklorique marocaine, typique de la ville de Mèknes.

Les termes Aïssâwiyya (‘Isâwiyya) et Aïssâwa (‘Isâwa), issus du nom du fondateur, désignent respectivement la confrérie (tariqa, litt. « voie ») et ses disciples (fuqarâ, sing. fakir, litt. « pauvre »). 
À l’origine clairement orthodoxe, la confrérie des Aïssâwa est devenu un phénomène social complexe, à la charnière du sacré et du profane, du domaine privé et public et des cultures savantes et populaires. Les Aïssâwa sont célèbres dans le monde arabe pour leur musique spirituelle caractérisée par l'utilisation du hautbois ghaita (syn. mizmar, zurna), de chants collectifs d'hymnes religieux accompagnés par un orchestre de percussions utilisant des éléments de polyrythmie. Leur complexe cérémonie rituelle, qui met en scène des danses symboliques amenant les participants à la transe, se déroule d’une part dans la sphère privée au cours de soirées domestiques organisées à la demande de particuliers (les lîla-s), et, d’autre part, dans la sphère publique lors des célébrations des fêtes patronales (les moussem-s, qui sont aussi des pèlerinages) et des festivités touristiques (spectacles folkloriques) ou religieuses (Ramadan, mawlid ou naissance du prophète de l'islam, Mahomet) organisées par l'État marocain.

## Le fondateur de l’ordre
Le fondateur de la confrérie des Aïssâwa est un personnage énigmatique dont la généalogie est sujette à controverse. Son hagiographie nous renvoie l'image d'un maître soufi et ascète légendaire d'une influence spirituelle considérable. Son mausolée est aujourd’hui dans la zaouïa qu’il fit bâtir de son vivant à Meknès, sainte demeure où se recueillent encore aujourd’hui plusieurs dizaines de fidèles au quotidien. Muhammad ben Aïssâ fut initié au soufisme par trois maîtres de la tariqa Chadhiliyya / Jazûliyya : il s’agit de ‘Abbâs Ahmad al-Hâritî (Meknès), Muhammad ‘Abd al-‘Azîz at-Tabbâ’ (Marrakech) et Muhammad as-Saghîr as-Sahlî (Fès).

## La doctrine spirituelle
Au niveau doctrinal, l’enseignement spirituel des Aïssâwa s’inscrit dans la tradition mystique qui lui est historiquement antérieure, la tariqa Chadhiliyya / Jazûliyya. Sans entrer dans les détails, cet enseignement religieux, apparu au XVe siècle à Marrakech, est la méthode mystique la plus orthodoxe apparue au Maghreb. Les disciples Aïssâwî sont tenus de respecter les recommandations de leur fondateur : suivre l’islam sunnite tout en pratiquant des litanies surérogatoires vocales comme la longue prière connue sous le nom de « Gloire à l’Eternel » (al-hizb Subhân al-Dâ`im). La méthode Aïssâwa originelle ne fait pas mention de pratiques rituelles extatiques (musiques, les danses et les chants).

## Lazaouïa-mère de Meknès
Fondée à Meknès par Muhammad ben Aïssâ à la fin du XVe siècle, la zaouïa-mère a été totalement rebâtie trois siècles plus tard par le sultan Moulay Muhammad ben ‘Abdallah. Rénovée de façon régulière par le ministère des Habous et des Affaires Islamiques et entretenue par les services municipaux, la demeure est dotée d’une envergure nationale et transnationale. La zaouïa-mère est ouverte au public tous les jours de l’année du lever au coucher du soleil. Elle abrite aujourd’hui trois principaux tombeaux : celui du Chaykh al-Kâmil, celui de son disciple favori Abû ar-Rawâyil et celui du fils supposé du fondateur, Aïssâ al-Mehdi.

## Implantation géographique

Danse du sabre (Alger, 1889)

La confrérie des Aïssâwa est toujours active aujourd’hui et son essaimage transnational débuta au XVIIIe siècle.
Des orchestres traditionnels Aïssâwa se sont implantés progressivement au Maroc. Plusieurs grandes villes marocaines autres que Meknès comptent de nombreux groupes de Aïssâwa comme Casablanca,Fès, Rabat, Salé, Oujda et, dans une moindre mesure, Agadir, Marrakech et Taroudant.
Outre le Maroc, la confrérie est présente sous une forme institutionnelle en Algérie, en Tunisie, en Libye, en Égypte, en Syrie et en Irak. Quelques disciples vivent de façon isolée en France en région parisienne, Mantes-la-Jolie, Lille et Lyon, à Bruxelles (Belgique) comme le Mqaddem Mohcine Arafa originaire de Fès, mais aussi en Italie, Espagne, aux Pays-Bas, aux États-Unis et au Canada.

## Situation actuelle
En théorie le réseau confrérique est dirigé depuis la zaouïa-mère de Meknès par les descendants biologiques directs de Mohamed Ben Aissa. À leur tête se trouve Sîdî Allal Aïssâwî, enseignant, membre de la Ligue des Oulémas du Maroc et du Sénégal, poète et historien. Au Maroc, la confrérie - les musiciens, leur rituel et leur musique - jouissent actuellement d'une vogue sans pareille. Dans ce pays la véritable cellule de base de l’ordre religieux est la tâ`ifa ("communauté" et par extension : "groupe", "équipe") qui se présente au public sous la forme d’un orchestre musical traditionnel constitué d’une quinzaine de disciples. Apparus au XVIIe siècle par nomination des responsables de la zaouïa-mère, les groupes de musiciens sont placés sous l’autorité d’un muqaddem (« délégué »). Il existe actuellement des orchestres de la confrérie dans tout le Maroc, mais ceux-ci sont en nombre particulièrement élevé dans les villes de Meknès,Salé et de Fès, placés sous l’autorité du maître Haj Azedine Bettahi, leader et musicien soufi très renommé :
Le Haj Azedine Bettahi étant chef des mqaddmine à Meknès, Salé et Fès dont voici quelques-uns et d'autres chefs spirituels d'autres villes connues pour la culture issaouie :
- Haj Mohammed Bouzoubaâ
- Haj Mohammed Azzam
- Haj Nassiri Abdelmajid Dalal (Casablanca)
- Haj Saïd El Guissi (Fès)
- Haj abdesslam EL Guissi (Fès)
- Haj Hammo El Guissi (Fès)
- Haj Saïd Berrada (Fès)
- Haj Hamza Hicham
- Abdelatif Razini
- Adnan Chouni
- Omar El Alaoui (Fès)
- Aboulaz Mohammed (Sefrou)
- Abdellah El Yâacoubi (Fès)
- Mohammed Ben Hammou
- Houcine Lbaghmi (Fès)
- Driss Boumaza (Fès)
- Abdelhak Khaldoun, dit "El Kouradssi" (Meknès)
- Mohammed Ben Chabou
- Mohcine Arafa (Bruxelles, Belgique), originaire de (Fès)
- Moustafa Barakate (Fès)
- Nabil Ben Slimane
- Hassan Amrani
- Youssef 'Alami
- Youssef Semlali
- Abdellah Lamrabet (Meknès)
- Abdelali Lamrabet (Meknès)
- Haj Nassiri (Casablanca)
- Haj Hafid Tebbaâ (Rabat)
- Abdelilah Doukkali (Salé)
- Mohamed S'himi dit "Weld Lâarif" (Salé)
- Abdelhadi Benghanem (Salé)
- Yasser Charki (Salé)
- Abdessamad Hadef (Meknès)
- Abdelillah Berrahma (oujda)

Tous les groupes Aïssâwa animent des cérémonies mêlant invocations mystiques, exorcisme et danses d’extases.

## Le rituel Aïssâwa: origine et symbolisme
Au Maroc les cérémonies des Aïssâwa sont des rituels domestiques nocturnes (appelés simplement "nuit", lila) organisés principalement à la demande des femmes sympathisantes. Dans ce pays, celles-ci composent actuellement la clientèle principale des orchestres de la confrérie. Les Aïssâwa étant censé apporter la baraka, les motifs d’organiser une cérémonie sont divers : célébration d’une fête musulmane, mariage, naissance, circoncision, exorcisme, recherche de guérison ou contact avec le divin par l’extase. Le rituel est proposé à l’identique par tous les orchestres Aïssâwa et comprend des récitations de litanies mystiques, des chants de poèmes spirituels, un rituel d’exorcisme et une séance de danse de transe collective. Les aspects ludiques de la cérémonie sont courants et revendiqués par les participants (rires, chants, danses) de même que les manifestations corporelles extatiques (cris, pleurs). L’odyssée traverse à la fois le monde des hommes et celui des démons pour culminer dans les sphères supérieures, point de rencontre de l’homme et du divin. Selon les Aïssâwa, cette cérémonie n’a pas été établie ni même pratiquée par le Chaykh al-Kâmil. Certains pensent qu’elle est apparue au XVIIe siècle sous l’impulsion d’un disciple Aïssâwî (Sîdî ‘Abderrahmân Tarî Chentrî) ou au XVIIIe siècle sous l’influence d’autres maîtres soufis marocains célèbres pour leurs pratiques extatiques (Sîdî ‘Ali ben Hamdûch ou Sîdî al-Darqâwî). Plus largement, le rituel de transe pratiqué par les Aïssâwa actuellement semble avoir été établi au fur et à mesure des siècles sous la triple influence du soufisme originel, de croyances animistes préislamiques et de la poésie arabe citadine, comme le Melhoun. En règle générale les Aïssâwa marocains se détachent de toutes spéculations intellectuelles et philosophiques du soufisme mais accordent une grande importance à l’aspect technique et esthétique de leur musique, de leurs litanies, de leurs poésies et de leurs danses rituelles. Ils considèrent leur cérémonie comme un espace de sauvegarde de divers éléments artistiques, symboliques, religieux et historiques de la culture marocaine.

## La lila, un rituel de transe: définition et déroulement
Dans la plupart des villes, et en particulier à Meknès, Fès, Salé et Casablanca, la lila est une pratique très répandue chez les adeptes de la confrérie Aïssawa. Il s'agit d'un rituel de transe qui se déroule de la manière suivante :
Peu après la prière de l'al-'icha, dernière prière de la journée, les membres d'un groupe Issawa ou "Taifa Issawiya" se tiennent prêts à une centaine de mètres de la maison qui accueillera la soirée, la lila. L'hôtesse de maison (en arabe marocain : "moulat dar") ayant déjà contacté le Mqaddem auparavant pour le solliciter et fixer un tarif, attend avec des femmes et des hommes, des proches et des amis de la famille devant la porte d'entrée.
Les membres de la Taifa Issawiya avancent lentement du point de départ jusqu'à la porte d'entrée du domicile du client en jouant un rythme "rbbani", musique polyrythmique à base de percussions traditionnelles marocaines et de hautbois. Cela s'appelle "Dakhla" qui signifie "entrée" en arabe.
La taifa issawiya met tout en œuvre pour donner à la cérémonie un aspect festif et haut en couleur. Deux personnes tiennent des "Âalamates", ce sont des étendards, des grands drapeaux caractéristiques de la confrérie des Issawa, généralement en rouge et vert, mais les couleurs peuvent varier. Sur les étendards, sont ornés les noms de Dieu et du Prophète. Plusieurs personnes dansent en se balançant le buste d'avant en arrière et latéralement. Elles sont habillées en "Handira", une tenue vestimentaire caractéristique de la culture issaouie. Il s'agit d'une tunique sans manches ni capuches, et fabriquée à Khémisset (petite ville de 180 000 habitants, entre Rabat et Meknès) à base de laine, teintée en rouge et blanc et qui contient des ornements et des motifs géométriques. Son avantage est qu'elle n'a pas besoin d'entretien. On raconte que cette tenue typique de la confrérie est apparue au XVIIe siècle et qu'elle a été portée pour la première fois par Sidi Ali Ben Hamdouch, fondateur d'une autre confrérie mystico-religieuse, la confrérie des Hmadcha, pour des raisons de volonté de dépouillement et de détachement du monde matériel. Sidi Ali Ben Hamdouch est mort en 1722 dans la région semi-montagneuse de Zerhoun, dans une petite localité à proximité de la fameuse Moulay Idriss Zerhoun qui accueille chaque année le "moussem" ou festival traditionnel des Aïssawa. La localité est située à 12 km au nord-est de Meknès à vol d'oiseau et qui aujourd’hui porte le même nom. Les personnes habillées en "Handira", au nombre de six ou huit, se tiennent les mains et dansent en se balançant le buste de l'arrière à l'avant et latéralement de gauche à droite, le tout de manière synchronisée avec le rythme. Elles répètent en cœur "Allah dayem" qui signifie en arabe "Dieu l'éternel".
La structure instrumentale du "rbbani" (traduction étymologique : divin) est la suivante : à l'arrière deux personnes soufflant chacune dans un "neffar" (longue trompette pour ponctuer et donner plus d'intensité et plus d'effets au rythme), devant eux se tiennent deux ou trois hautboïstes (musiciens spécialisés dans le jeu de la Ghaita qu'on appelle des "ghiyata"); devant ces derniers se tiennent trois joueurs de bendir, instrument de percussion digitale avec cinq quadruples-cymbales sur les côtés, les deux bnadris (joueurs de bendir) sur les côtés jouant un rythme fixe et répété en boucle qu'on appelle "Hachiya", le bnadri du milieu jouant un rythme variable et improvisé qu'on appelle "Zwaq", qui est généralement plus expérimenté que ses deux collègues et qui fait preuve de plus de virtuosité dans la technique du jeu. Devant les bnadris se tiennent les joueurs de tambours (en arabe marocain : "Tbal") qu'on appelle les "Tbbala". Même principe que pour les bnadris : deux qui jouent la "hachiya" et un "tbbal" au milieu qui fait "zwaq".
La taifa avance progressivement jusqu'à la porte du domicile du client. Arrivée devant la porte, le rythme s'accélère, le tempo augmente, et par conséquent l'ambiance devient de plus en plus festive et chaleureuse. Hommes et femmes frappent des mains et dansent, les "youyous" de ces dernières ponctuent davantage l'ambiance. Deux personnes volontaires prennent les étendards et les placent aux côtés de la porte d'entrée, la croyance justifie cela par la volonté d'éloigner les "jnouns" ou mauvais esprits. Ensuite, ils récitent une courte prière suivie du "Hizb Soubhan Dayem" pour apporter la bénédiction au client et à ses proches. Une partie du salon est réservée aux membres de la Taifa Issawiya et des micros branchés à des enceintes et à une table de mixage à leur disposition, ont déjà été préparés par le client ayant auparavant fait appel à un technicien pour la location et l'installation du matériel.
La lila se compose de trois parties :
1/ « Dhikr » (traduction étymologique : remémoration) : Début de la lila qui inclut la « Dakhla », suivie de la récitation de « Qasa'id », ce sont des poèmes spirituels destinés aux louanges de Dieu et du Prophète.
La « Qasida » la plus connue est la « Darqaouia », elle est suivie de la « Touatiya » et la « Tahdira », deux rythmes qui composent la suite de la « Darqaouia » et qui sont plus rapides et incitent le public à participer par le chant et la danse. La composition de la structure instrumentale est la suivante : Une « tabla », deux « bendirs », trois à cinq « tâarijates » et une « tassa » ou « n'hassa » ; un bol en cuivre équivalent à une cymbale ou une charleston de batterie.
L'ambiance est festive, hommes et femmes, grands et petits chantent et dansent, en particulier vers la fin au moment de la « Touatiya » et la « Tahdira ». D'autres « Qasa'id » existent comme la « Boraqia », « lawsaya »... etc. Dans le « Dhikr », on entend pas la Ghaita. Les hautboïstes se reposent, se contentent de chanter la chorale et attendent la deuxième partie de la lila : le « Mlouk ». La durée approximative du « Dhikr » est de deux heures environ.
2/ « Mlouk » (traduction étymologique : possession) : Séance d'exorcisme dans laquelle la Taifa Issawiya tente de guérir plusieurs personnes du public dans le corps est possédé par un démon à l'aide de l'invocation de prières et les chants.
Dans cette phase, le Mqaddem donne des indications précises et discrètes aux musiciens qui changent de répertoire pour chanter et jouer « Haddoun » suivi de « Jilaliya ». Ces deux « Qasa'id » sont caractéristiques du « mlouk » et comprennent les mélodies de la Ghaita. Dans le « mlouk » on peut entendre également la « Ghaziya », un style ayant la même composition instrumentale que la « Darqaouia » auquel on ajoute les « Ghyout » (pluriel de Ghaita).
Cette phase est caractérisée également par l'invocation et les louanges adressées à des démons, ce sont des esprits qui vivent, mangent, boivent, dorment et meurent comme les êtres humains. La différence avec ces derniers est qu'ils sont immatériels et peuvent incarner un être vivant ou un objet et vivent dans le même monde que les êtres humains mais dans une dimension parallèle. Ils peuvent être de confession religieuse (musulmans, chrétiens ou juifs) ou athées. Ils peuvent également se marier entre eux et avoir des enfants. Lorsque la "Taifa Issawiya" chante des extraits de son répertoire consacré au "mlouk", elle consacre pour chaque démon un chant spécifique à titre de louange.
Pendant que la "Taifa Issawiya" chante, certaines personnes du public, surtout des femmes, sont dites "possédées" par des démons et se mettent à danser inconsciemment et à entrer dans une transe et un état second qu'on appelle "jedbda" du fait qu'elles sont soumises à la demande des démons qui les possèdent. Les démons sont classés par trois niveaux.
Premier niveau : "Bab Jilala" (porte des Jilalas) qui comprend "nass al ghaba" (les démons de la forêt, couleur : vert), "nass trab" (les démons de la terre, couleur : marron) "nass al bahr" (les démons de la mer). Les démons évoqués sont les suivants :
- "Sidi Moussa" : Roi des océans, sa couleur est le bleu. En guise de cadeau, la maîtresse de maison pose sur la table d'offrande un bol d'eau
- "Baba Hammou" : Gardien des abattoirs, sa couleur est le rouge. Il aime le sang. En guise de cadeau, la maîtresse de maison pose sur la table un tissu rouge
- "Moulay Brahim" : Grand saint marocain enterré près d'une montagne qui porte son nom actuellement et qui se trouve près de Marrakech. Sa couleur est le vert. La maîtresse ramène un tissu vert et le pose sur la table.
- "Chamharuch" : Roi des "jnouns", réside dans la région montagneuse du Haut-Atlas au sud de Marrakech. Sa couleur est le blanc, mais il est rarement évoqué dans les "Lilate" à Fès et Meknès.

Deuxième niveau : "Bab Gnawa" (porte des Gnawas) qui comprend les démons suivants : 
- "Bouab" : Gardien de la porte du paradis selon des croyances populaires. Sa couleur est le noir, la maîtresse de maison apporte donc un tissu noir en son honneur
- "Baba Mimoun" : Gardien de la Porte des Gnawas, il fait partie des "Kouhal" (les démons "noirs")
- "Bouhal" : Démon vêtu de plusieurs tissus bariolés.

Troisième niveau : "Bab Al Arabiyate" (porte des femmes arabes) qui comprend les démons femelles suivants (toutes évoquées sans exception contrairement aux deux premiers niveaux) :
- "Lalla Mira Chal'ha" (la berbère) : couleur favorite : jaune orangé
- "Lalla Mira Arabiya" (l'arabe) : elle aime la couleur jaune poussin et le sucre
- "Lalla Rqiyya" : couleur préférée : orange
- "Lalla Aïcha" : la plus puissante et la plus maléfique de toutes les démones, elle peut apparaître aux êtres humains sous forme d'une très belle femme avec des pieds de mule, vache ou brebis. On l'appelle aussi "Aïcha Qandicha", "Aïcha Soudaniya" (la soudanaise) ou encore "Aïcha Hamdouchiya" (car elle aime entendre la musique de la confrérie des Hmadcha et donc celle-ci est la seule qui puisse la maîtriser et la calmer par les chants ou invocations). Vers le milieu du chant dédié à "Lalla Aïcha", les lumières sont éteintes et les "Ghiyata" jouent avec le rythme pour la satisfaire. On dit qu’à ce moment Lalla Aïcha surgit de la terre et danse devant les Aïssâwa. L’obscurité est totale et les clameurs et les cris d’effroi s’élèvent parmi les femmes du public. Quelques-unes, en pleurs, se roulent par terre. D’autres hurlent et s’enfuient en courant à travers la pièce. Les Aïssâwa, visiblement habitués à ce type de réactions, ne semble prêter aucune attention à la scène et accélèrent progressivement le rythme de la musique pour que les hautbois « confirment » la présence de Lalla Aïcha.
- "Lalla Malika" : Douce et bien-aimée, elle est la favorite du public féminin et est connue pour être très belle. On raconte qu'elle vit dans les armoires et qu'elle parle le français. On dit aussi qu'elle s'habille en violet avec beaucoup de classe et de chic et qu'elle aime le parfum. Elle est réputée aussi pour aimer avoir des rapports sexuels avec les hommes. Certaines rumeurs disent même qu'elle aurait réellement existé en tant qu'être humain, une femme nommée Lalla Malika, fille libertine et rebelle de riches notables, qui aurait vécu à Fès au XVIIIe siècle. Durée approximative du "mlouk" : deux heures.

3/ « Hadra » (traduction étymologique : présence) : Rencontre avec la « présence » de Dieu, sommet de la transe, de l'inconscience et de l'état second dans lequel se retrouvent les personnes envoûtées participant à cette danse. Ces dernières dansent sur le rythme « Rbbani », composé d'un chant introductif, le « ftouh » (ou « dker »), le plus fameux étant « Allah moulana (6x), hali maykhfak ya lwahed rabbi » (traduction : « Dieu, Seigneur (6x), mon état ne peut t’être caché, ô Dieu l'Unique »).
Le « rbbani » est suivi d'un autre rythme, le « Mjerred » considéré comme ayant une structure polyrythmique complexe et qui requiert une parfaite maîtrise de la cadence et une grande dextérité. C'est le « Mjerred » qui constitue le point culminant de la rencontre avec le Divin. Les musiciens le jouent avec beaucoup d'attention et les disciples Aïssawa les plus âgés qui ne pratiquent plus d'instruments se contentent de faire une danse collective typique du « Mjerred », la « danse des lions ».
Après le « mjerred » qui dure une vingtaine de minutes au total, les musiciens retournent sans interruption et avec une transition rythmique au « rbbani » initial, très court, qui ne dure que quelques minutes; le « rbbani » qui suit le « mjerred » constitue d'une certaine manière un « retour sur terre » après « l'ascension et la rencontre avec le divin ».
Après cela, ils chantent un autre poème spirituel connu sous le nom de « Zmeta », composé d'un chant introductif « ftouh » spécifique et d'un rythme « rbbani » classique. Celle-ci, avant d’être une chanson des Aïssâwa, est d’abord une pâtisserie sous forme d’une poudre ou d’un gâteau. Composée de farine de blé et d’orge grillée à laquelle on ajoute du sucre et de la farine de caroube, elle serait, d’après les dires de certains mqaddems, la seule et unique nourriture que les disciples du « Chaykh al-Kâmil » qui vivaient dans la région du Gharb emportaient avec eux lors de leurs « ziyara » (traduction : visite annuelle) à la zâwiya-mère de Meknès. Cette chanson nous raconte l’histoire d’un paysan qui achète un champ, y plante et y récolte du blé pour finalement cuisiner un plat de zammeta pour sa promise. Le texte est chanté selon un mode de narration sous la forme de questions / réponses qui entraîne une grande interaction avec le public. Devenu très populaire et particulièrement auprès des enfants, la chanson de la zammeta est aujourd’hui toujours chantée par les Aïssâwa et suit le même déroulement que le Rabbânî initial de la hadra. Pendant le chant d’introduction, le muqaddem n’hésite pas à tendre son micro aux personnes du public qui reprennent le refrain ("ya zmeta !") avec les danseurs sous des éclats de rire de l’assistance.
Petite remarque : Chaque chant introductif "ftouh" qui précède le rbbani est suivi d'un air de hautbois qui lui est propre et dont la mélodie correspond aux dernières phrases récitées lors de la dernière partie du ftouh.
Exemples : 
« Allahoma salli wa sallem (soliste), 3ala lhbib Moulay Mohammed (chorale) » ;

« Salliw 3ala rassoul Allah (soliste), ou Lalla Fatem Zahra (chorale) » ;

« Al3azizou doul jalal (soliste), Allah Allah (chorale) » ;

« Moustapha hbib Allah (soliste), salliw 3ala lmadani » (chorale) ;

« Allah msalli ou msellem (soliste), 3lik aya hbib rabbi » (chorale)
« Sla o salam 3la nbi lmokhtar (soliste), sidna mohammed taj lbha zahar » (chorale)
Ainsi se termine la hadra à l'aube. Les musiciens de la « Taifa Issawiya », épuisés, retournent s’asseoir sur leurs chaises. Les serveurs leur apportent des pâtisseries, des verres d’eau, de la limonade, du thé et du café. La fin de la hadra se caractérise par la perte de connaissance de plusieurs membres du public. On dit alors qu’ils vivent un état d’extase (« hal »). À la suite de cette « mort » symbolique, transitoire et éphémère, un nouvel individu renaît, rempli de joie, de bonheur et de baraka. Durée approximative : deux heures. Les invités repartent et chacun rentre chez soi.

## Les pratiques de la confrérie Aïssawa: critiques et limites
Malgré le succès que connaît la confrérie auprès des « Mqaddmine », des musiciens et des adeptes de ces mélodies spirituelles, cette culture est très controversée dans le sens où elle présente de nombreuses contradictions sur le plan culturel et religieux. En effet, les pratiques telles que les rituels de transe ("lilate"), le fait de dévorer un animal vivant (« frissa ») ou l'automutilation ne correspondent pas à l'enseignement spirituel de Mohammed Ben Aïssa, fondateur de la confrérie, ces phénomènes sont venus s'ajouter par la suite. Ils ont été introduits par les disciples du « Cheikh El Kamel ». Pourtant, l'État marocain encourage le développement de la culture issaouie et finance l'organisation des festivals ("moussems") afin de préserver ce patrimoine.
La contradiction majeure sujette à des polémiques est l'association de Dieu (Allah) avec d'autres personnalités, des saints tels que Mohammed Ben Aïssa lui-même ou encore des saints de Ouezzane comme Moulay Abdellah Cherif ou Moulay Touhami. Cette association de Allah avec d'autres personnalités ou saints s'appelle "Chirk" et constitue une grave violation du droit musulman. On peut également considérer le "mlouk" comme une forme de "Chirk" car le principe est de chanter des poèmes spirituels et religieux dédiés à des esprits alors qu'en Islam il est interdit de faire des louanges autre qu'à Allah. On peut ainsi remarquer qu'il existe un énorme décalage entre le "Dhikr" et le "Mlouk" puisque les louanges sont adressés à Dieu et au prophète seulement, contrairement au "Mlouk"

## La professionnalisation des musiciens Aïssâwa
Depuis le début des années 1990 apparaît au Maroc une professionnalisation du métier de musicien rituel et une commercialisation du sacré, phénomène entretenu par l'attitude plutôt favorable des pouvoirs publics vis-à-vis du travail informel. Dans ce contexte les orchestres Aïssâwa permettent aux Marocains qui en font partie de pallier une situation socio économique difficile. Effectivement, ces orchestres confrériques mettent en place une économie informelle qui permet de définir un intérêt collectif et de résoudre de nouvelles formes de prise en charge économique et sociale. C'est par la diffusion commerciale du répertoire musical soufi (mariage, festival, enregistrements etc.) et le commerce lié au sacré (divination, exorcisme etc.) que les Aïssâwa vivent aujourd’hui leur intégration sociale. Ce phénomène provoque, d’une part, l’apparition de nouvelles normes esthétiques (adaptation des oraisons dans la perspective d’enregistrements commerciaux et de concerts), et, d’autre part, l'oubli de la doctrine soufi originelle. Aussi, il est clair que la professionnalisation provoque une sévère concurrence entre les orchestres qui altère le lien social (sociologie) entre les disciples.

## Les écrits sur les Aïssâwa
De nombreuses recherches antérieures et contemporaines se sont intéressées aux Aïssâwa, cette confrérie semble présenter un intérêt particulier dans la perspective d’une étude des contours du religieux dans les sociétés musulmanes.
Les écrits antérieurs sur la confrérie sont en langue française et en langue arabe. Les premiers écrits arabes concernant les Aïssâwa sont des recueils biographiques et hagiographiques rédigés entre le XIVe et le XVe siècle par les biographes marocains comme Al-Ghazali, Ibn ‘Askar, Al-Fassi, Al-Mahdi et Al-Kettani. Ces textes, qui peuvent être manuscrits ou imprimés, nous informent d’une part de la filiation généalogique et spirituelle du fondateur de l’ordre, et, d’autre part, relatent les innombrables prodiges supposés avoir été réalisés par lui au bénéfice de ses sympathisants. Les auteurs arabes contemporains qui ont étudié le sujet sont Daoui, Al-Malhouni et Aïssâwî, qui n’est autre que le mezwâr actuel de la confrérie. Ceux-ci s’appliquent à resituer l’ordre religieux dans la tradition culturelle et religieuse du Maroc par l’étude de la biographie du fondateur, de sa doctrine spirituelle et des textes poétiques et liturgiques.
Les premiers écrits français sur les Aïssâwa apparaissent dès la fin du XIXe siècle à la suite de l’installation de l’administration coloniale au Maghreb. La plupart des auteurs (à la fois des anthropologues et des sociologues) de cette époque sont Français. Citons Pierre-Jacques André, Alfred Bel, René Brunel, Octave Depont et Xavier Coppolani, Émile Dermenghem, Edmond Doutté, George Drague, Roger le Tourneau, louis Rinn (chef du Service Central des Affaires indigènes au Gouvernement Général en Algérie à la fin du XIXe siècle), Louis Massignon et Edouard Michaux-Bellaire. Ces trois derniers auteurs furent des officiers militaires de la Mission Scientifique de l’Administration des Affaires Indigènes et leurs écrits sont publiés dans les Archives marocaines et la Revue du Monde musulman. Parmi tous ces auteurs français, notons la présence d’un anthropologue finnois, Edward Westermarck, dont les différents ouvrages se consacrent à l’analyse du système de croyance et des rituels sociaux marocains.
Hormis ces auteurs à l’approche scientifique, au Maroc et Algérie (il n’existe, depuis cette époque et jusqu’à ce jour, aucune étude consacrée aux Aïssâwa de Tunisie), les pratiques rituelles des Aïssâwa attirent l’attention et troublent considérablement les observateurs occidentaux dès le début du XIXe siècle. La confrérie est évoquée ici et là dans des ouvrages médicaux, des monographies, des livres scolaires, des peintures, des essais ou des récits de voyages. Ces différents écrits nous transmettent des textes au style toujours passionnel où le mépris pour ce type de religiosité est récurrent. La dimension spirituelle de la confrérie des Aïssâwa n’est à cette époque jamais abordée, sauf par Émile Dermenghem dans Le Culte des Saints dans l'islam Maghrébin (1951). Rappelons que ces textes d’alors ne peuvent que très rarement être neutres. En attribuant un cachet non musulman et archaïque à certaines confréries (comme les Aïssâwa mais aussi les Hamadcha et les Gnaoua), ces écrits légitiment d’une façon ou d’une autre les prérogatives françaises sur le Maghreb. Une exception notable est Artaud, pour qui ils représentent au contraire un idéal à atteindre : dans Le Théâtre et son double, il appelle de ses vœux "un théâtre qui produise des transes, comme les danses de Derviches et d'Aïssaouas [sic] produisent des transes" ("En finir avec les chefs-d'œuvre").

## Les recherches scientifiques contemporaines
Certains auteurs d’histoire religieuse (Jeanmaire) et d’ethnomusicologie (Gilbert Rouget, André Boncourt) s’intéressent dès les années 1950 et jusqu'à aujourd’hui aux Aïssâwa. Ce n’est qu’après l’indépendance du Maroc (1956) et de l’Algérie (1962) que les sciences sociales contemporaines se penchent sur le sujet. De très nombreux articles (Belhaj, Daoui, Hanai, Mehdi Nabti, Andezian) et de thèses (Al Malhouni, Boncourt, Lahlou, El Abar, Sagir Janjar, Mehdi Nabti) ainsi que des films ethnographiques ont pour sujet les pratiques rituelles des Aïssawa marocains.

## Nouvelles approches et perspectives
Pour les Aïssâwa algériens, les travaux de Sossie Andezian s’imposent comme incontournables. Dans son ouvrage Expériences du divin dans l’Algérie contemporaine (2001) résultant de plusieurs années d'enquêtes dans le sud de la France et en Algérie, Andezian analyse les processus de réinvention des actes rituels dans un contexte de changement sociopolitique en Algérie. Sa réflexion permet d'aboutir à une vision dynamique des rites mystico religieux tout en mettant en évidence l’évolution des rapports que des individus, marginalisés dans le champ religieux, entretiennent avec les institutions officielles et la religion scripturaire. Poursuivant la réflexion de Andezian, Mehdi Nabti a mené une enquête de terrain auprès des Aïssâwa du Maroc. Sa thèse de doctorat La confrérie des Aïssâwa en milieu urbain, Les pratiques rituelles et sociales du mysticisme contemporain apparaît comme une contribution significative à la socio-anthropologie sur le Maghreb actuel. Nabti montre le mode complexe de l’inscription de la confrérie dans un environnement marocain marqué par un pouvoir autoritaire (qui tente timidement de se libéraliser), un chômage endémique, le développement du tourisme et des progrès menaçant de l’islamisme. En s’immergeant comme musicien rituel au sein des orchestres Aïssâwa, Mehdi Nabti renouvelle l’approche des confréries de tradition soufie et apporte des données précieuses sur la structure de la confrérie, le dispositif rituel et les logiques d’affiliation à une organisation religieuse de type traditionnel dans une société musulmane moderne. Cet ouvrage, qui offre en outre une remarquable description iconographique, des relevés musicaux pointant le symbolisme ésotérique et un DVD documentaire, est la plus grande somme de connaissances dont nous disposons actuellement sur le sujet. Mehdi Nabti codirige avec Haj Azedine Bettahi un orchestre de fusion - Aïssâwaniyya regroupant des jazzmen français et des musiciens Aïssawa – qui se produit en concert et donne des masterclasses.

## Représentation

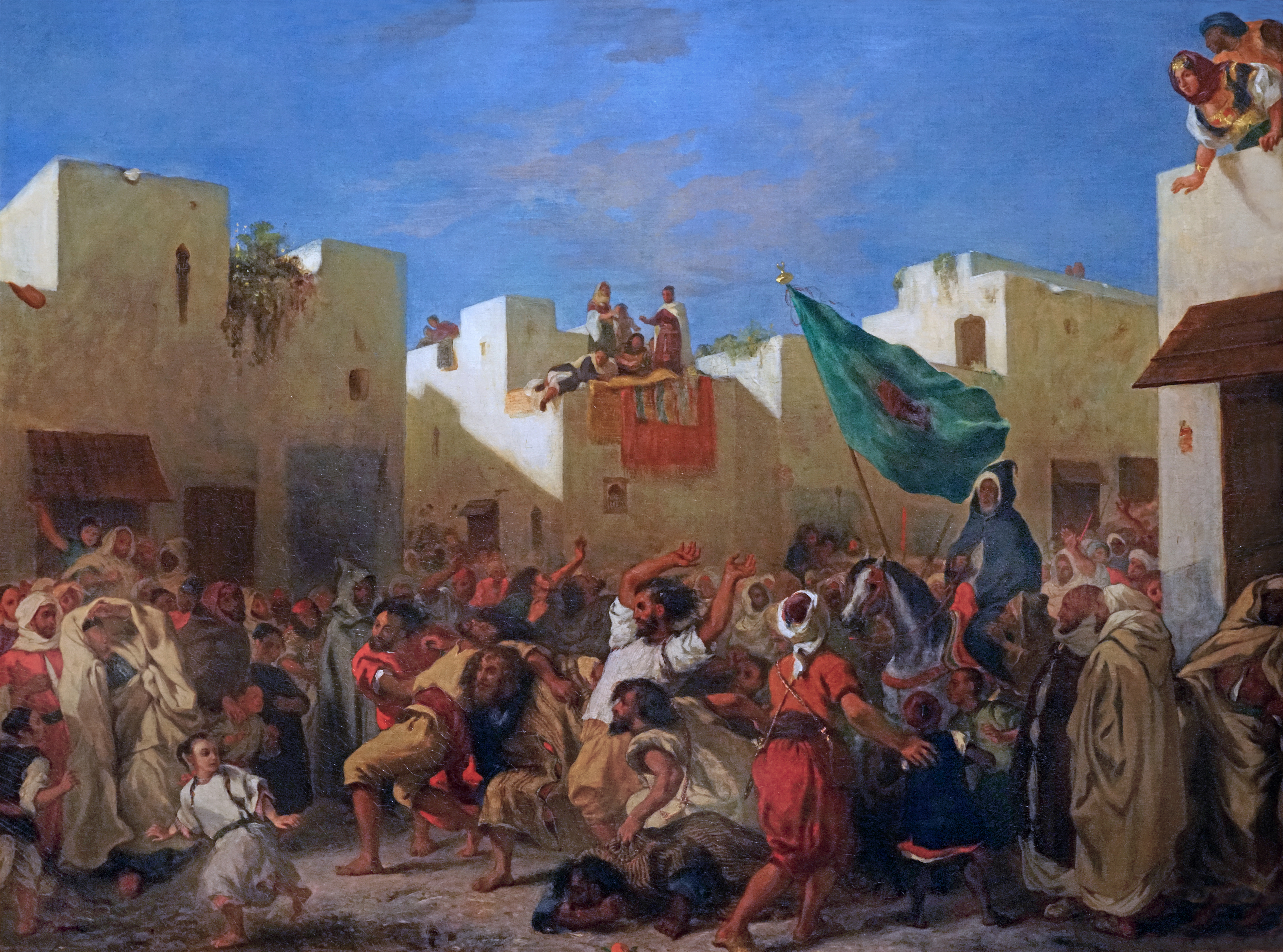
Les Convulsionnaires de Tanger
Eugène Delacroix, 1837-1838
Minneapolis Institute of Art

Eugène Delacroix, en 1832, se rend en Afrique du Nord avec l'ambassadeur de France, le comte de Mornay. Un jour à Tanger, les deux se sont cachés dans un grenier et à travers les fissures d'une fenêtre à volets ont été témoins de la frénésie des Aïssaouas. La tourmente de cet événement est transmise dans cette représentation aux couleurs vives et vigoureusement brossées des fanatiques se précipitant dans la rue.

#### En arabe
- Al-Ghazali, Al-Mukhtassâr, 1550
- Ibn ‘Askar, Dawhat al-Nâchir, 1577, révisé par m. hijji, 1976
  - Ce texte est traduit en français par A. Graulle sous le titre de La "Daouhat an-nâchir" de Ibn 'Askar : sur les vertus éminentes des chaikhs du Maghrib au dixième siècle, 1913
- Al-Fassi, Ibtihâj al-qulûb. Ouvrage imprimé à Fès, sans mention de date.
- Al-Mahdi, Mumatî’ al-asmâ, 1336
- AL-Kettani, Salâwat al-anfâs, 1316
- Daoui, Mawassim Chaykh al-kâmil baïya al-aws wa al-yawn, 1994
- Al Malhouni, Adwae ‘ala tasawwuf bî al-maghrib : tarîqa al-Aïsssâwiyya mamuzâjan. Min khilâl chi’r al-malhûn, al-hikâya cha‘biya sufiya, al-muradadât chafâhiya, ‘awayd turuqiyyin., 2003
- Aissawi Al-Chaykh Al-Kamil, Sîdî Muhammad ben Aïssa. Tarîqa wa zâwiya wa istimrariyya, 2004

#### En français
- Andezian, Expériences du divin dans l’Algérie contemporaine, 2001
- Andre, Contribution à l'étude des confréries religieuses musulmanes, 1956
- Bel, La religion musulmane en Berbérie : esquisse d'histoire et de sociologie religieuses, 1938
- Belhaj, La possession et les aspects théâtraux chez les Aïssaouas d’Afrique du Nord, 1996
- Boncourt, Rituel et musique chez les 'Isawa citadins du Maroc, 1980
- Brunel, Essai sur la confrérie religieuse des Aïssaouas au Maroc, 1926
- Depont et Coppolani, Les confréries religieuses musulmanes, 1897
- Dermenghem, Le Culte des saints dans l’Islam maghrébin, 1954
  - Essai sur la Hadra des Aïssaoua d’Algérie, 1951
- Edmond Doutté, Magie et religion en Afrique du Nord, 1908
- Dague, Esquisse d’histoire religieuse au Maroc. Confréries et Zaouias, 1950
- Elabar, Musique, rituels et confrérie au Maroc : les ‘Issâwâ, les Hamâdcha et les Gnawa, 2005
- Jeanmaire, Dionysos, 1951
- Lahlou, Croyances et manifestations religieuses au Maroc : le cas de Meknès, 1986
- Le Tourneau, Fès avant le protectorat : Étude économique et sociale d'une ville de l’Occident musulman, 1949. La vie quotidienne à Fès en 1900, 1965
- Massignon, Enquête sur les corporations musulmanes d’artisans et de commerçants au Maroc, 1925
- Michaux-Belaire, Les confréries religieuses au Maroc, 1927
- Mehdi Nabti, La confrérie des Aïssâwa en milieu urbain. Les pratiques rituelles et sociales du mysticisme contemporain., 2007
  - Soufisme, métissage culturel et commerce du sacré. Les Aïssâwa marocains dans la modernité, 2007
  - La lîla des Aïssâwa du Maroc, interprétation symbolique et contribution sociale, 2006
- Rinn, Marabouts et Khouan, étude sur l’Islam en Algérie, 1884
- Rouget, La musique et la transe, 1951
- Saghir Janjar, Expérience du sacré chez la confrérie religieuse marocaine des Isawa : contribution à l'étude de quelques aspects socioculturels de la mystique musulmane, 1984
- Westermarck, Les cérémonies du Mariage au Maroc, 1921
  - Survivances païennes dans la civilisation mahométane, 1935